# Кривоноговская (Архангельская область)
Кривоноговская — деревня в Шенкурском районе Архангельской области. Входит в состав муниципального образования «Усть-Паденьгское».

## География
Деревня расположена в южной части Архангельской области, в таёжной зоне, в пределах северной части Русской равнины, в 52 километрах на юго-запад от города Шенкурска, на левом берегу реки Паденьга, притока Ваги. Ближайшие населённые пункты: на западе деревни Васильевская и Алешковская, на юге, на противоположенном берегу реки, деревня Недниковская.
Часовой пояс
Кривоноговская, как и вся Архангельская область, находится в часовой зоне МСК (московское время). Смещение применяемого времени относительно UTC составляет +3:00.

## Население
| 2002 | 2010 | 2012 |
| ---- | ---- | ---- |
| 5    | ↘1   | ↗3   |

## История
В «Списке населенных мест Архангельской губернии к 1905 году» деревня Кривоносовская (Баракова) насчитывает 19 дворов, 63 мужчины и 61 женщину.  В административном отношении деревня входила в состав Паденгского сельского общества Устьпаденгской волости.
На 1 мая 1922 года в поселении 23 двора, 51 мужчину и 69 женщин.